# Palazzo ex GIL (L'Aquila)
Il Palazzo ex GIL è un palazzo storico dell'Aquila.
È la sede del rettorato e degli uffici del Gran Sasso Science Institute.

## Storia
La costruzione del palazzo cominciò alla fine degli anni Venti ed inaugurò, insieme al coevo Palazzo INCIS, una nuova e cospicua sequenza di realizzazioni pubbliche nell'area meridionale della città, la cui espansione era già iniziata nel XIX secolo con l'apertura di Porta Napoli e l'allungamento del cardo cittadino; sempre all'Ottocento e al rinnovamento urbano successivo all'Unità d'Italia, è da riferirsi la realizzazione del cosiddetto Emiciclo che si staglia alla sinistra del palazzo, opera di Carlo Waldis del 1888.
Il palazzo era destinato ad ospitare l'Opera nazionale balilla, originariamente ipotizzata — dal noto architetto Paolo Vietti Violi — adiacente al complesso polisportivo in costruzione nei pressi del Forte spagnolo. Nel 1928, tuttavia, il sito scelto dal Vietti Violi fu bocciato dall'ispettore di zona ed il nuovo progetto, collocato a lato del viale di Collemaggio, affidato agli ingegneri Luigi Cardilli e Vincenzo Di Nanna dell'ufficio tecnico comunale. I lavori iniziarono l'anno seguente e si conclusero nel giugno del 1932.
Al termine della seconda guerra mondiale, l'edificio venne riconvertito a sede dell'Istituto Tecnico Industriale. Solo con la costruzione della nuova scuola nel quartiere Pettino a firma dell'architetto Paolo Portoghesi, il Palazzo ex GIL venne inglobato tra le strutture del Consiglio regionale dell'Abruzzo insieme con l'adiacente Palazzo dell'Esposizione.

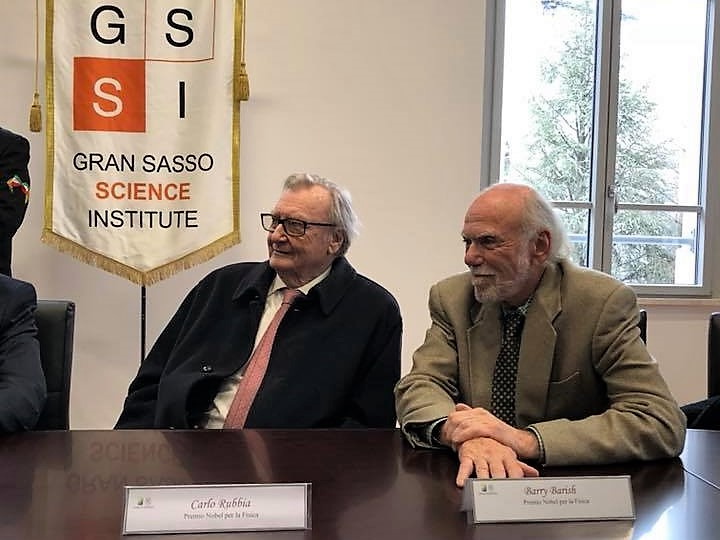
Carlo Rubbia e Barry Clark Barish all'inaugurazione del palazzo nel 2017.

Nel 2009 l'edificio è rimasto danneggiato dal terremoto dell'Aquila del 2009, in seguito al quale è stato concesso al Gran Sasso Science Institute, scuola superiore universitaria appena istituita nel capoluogo; dopo un complesso lavoro di restauro e consolidamento iniziato nel 2015, il palazzo è stato riaperto al pubblico nel novembre del 2017 alla presenza, tra gli altri, dei premi Nobel Barry Clark Barish e Carlo Rubbia.

## Descrizione
Il palazzo è situato su via Michele Iacobucci, a lato dei giardini della Villa comunale e adiacente al Palazzo dell'Esposizione. L'area è caratterizzata da altre architetture del Ventennio tra cui si citano la chiesa di Cristo Re e, soprattutto, la Casa della Giovane Italiana di Achille Pintonello, versione femminile del Palazzo della GIL ed oggi anch'essa tra le strutture del Gran Sasso Science Institute.
L'edificio occupa la porzione occidentale di un lotto quadrangolare, parallelo al viale di Collemaggio. Si presenta come un volume a ferro di cavallo di due livelli adagiato su un basamento rettangolare con una leggera chiusura ad esedra nella parte retrostante verso il giardino, probabile richiamo al vicino Emiciclo. La facciata è suddivisa in tre settori, di cui il centrale aggettante verso la strada, ciascuno dei quali con tre bucature disposte su ciascuno dei tre livelli, ed è caratterizzata da possenti cornicioni e da timpani neorinascimentali. All'interno, il palazzo è caratterizzato da una preziosa pavimentazione costituita da antichi granigliati decorati e gettati in opera.
Lo stile segue le indicazioni dell'architetto Enrico Del Debbio — che curò la realizzazioni di tutte le strutture dell'Opera nazionale balilla — soprattutto per ciò che riguarda l'organizzazione funzionale degli spazi interni, presentandosi esternamente con uno stile decisamente classicista e monumentalista. Lo stesso Cardilli, nella relazione di progetto, dichiara di aver selezionato tra alcune proposte quella più di «stile romano modernizzato».